# Helene Söderlund
Helene Söderlund (* 9. Mai 1987 in Tierp) ist eine ehemalige schwedische Skilangläuferin und Ski-Orientierungsläuferin.

## Werdegang
Söderlund war zu Beginn ihrer Karriere vor allem im Ski-Orientierungslauf erfolgreich, wo sie zwischen 2009 und 2011 jeweils zweimal Welt- und Europameisterin wurde. Im Skilanglauf gab sie ihr Debüt im Weltcup im November 2010 in Gällivare, wo sie über 10 km Freistil Platz 55 und mit der dritten schwedischen Staffel Platz 9 belegte. Ihr erstes Top-10-Resultat im Scandinavian Cup gelang Söderlund im Dezember 2010 mit Platz zehn in Savalen; im Februar 2011 wurde sie beim Freistil-Verfolgungsrennen in Keuruu Neunte. Im Dezember 2014 belegte Söderlund beim Scandinavian Cup in Lillehammer über 10 km Freistil und im 20-km-Massenstartrennen in der klassischen Technik die Plätze vier bzw. drei. Anschließend startete sie erstmals bei der Tour de Ski, bei der sie mit Platz 26 auf der Freistil-Verfolgungsetappe in Toblach ihre ersten Weltcuppunkte erreichte; die folgende Massenstartetappe in der klassischen Technik in Val di Fiemme beendete Söderlund auf Platz 26. Dies war zugleich ihre beste Platzierung im Weltcupeinzel. Bei der abschließenden Bergverfolgung lief sie die 29.-schnellste Laufzeit und schloss die Tour-Gesamtwertung auf Rang 27 ab. Im Sommer 2017 belegte sie mit zwei dritten, zweiten und ersten Plätzen den dritten Platz in der Gesamtwertung des Rollerski-Weltcups. Bei den Rollerski-Weltmeisterschaften 2017 in Sollefteå wurde sie Neunte über 18 km Freistil.

## Siege im Rollerski-Weltcup im Einzel
| Nr. | Datum              | Ort    | Disziplin                  |
| --- | ------------------ | ------ | -------------------------- |
| 1.  | 9. September 2017  | Trient | 4,7 km klassisch           |
| 2.  | 10. September 2017 | Trient | 6,9 km Freistil Verfolgung |